# 密码游戏
《密码游戏》是尼尔·阿加瓦尔（Neal Agarwal）开发的一款2023年益智浏览器游戏。该游戏玩法为创建一个账户，同时找到符合网站严苛规则的密码，在满足已给出的规则后，网站会给出新的规则，这些规则有可能互相冲突。根据阿加瓦尔在密码策略方面的经验，该游戏的开发时间为两个月。6月发布后，该游戏在网上走红，并因其荒诞的游戏玩法受到媒体的认可。

## 游玩方法

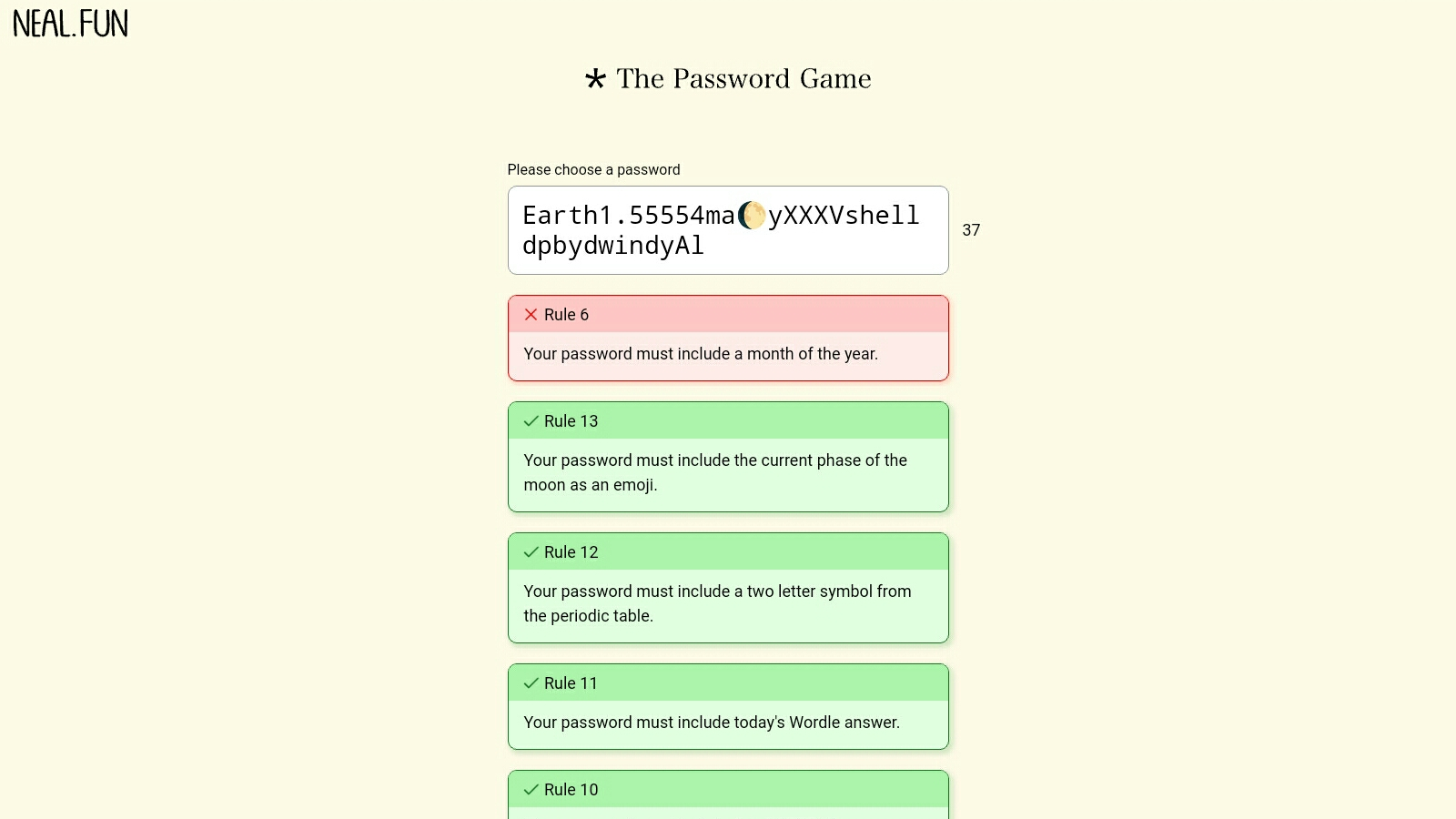
玩家必须满足一系列越来越荒谬的规则才能继续游戏。截图中包含月亮表情的符号满足了规则13；然而它拆分了“may”一词，与规则6矛盾。

《密码游戏》中，玩家的任务是设置一个密码，并逐步满足给出的规则。游戏共有35条规则，且密码需同时满足这些规则。例如，最初的规则有限定最少字符以及包含数字、大写字母或特殊字符， 但游戏规则会逐渐变得更加不寻常和复杂，比如指定密码中罗马数字的乘积；必须包含某个国家或地区的名称，而这个国家或地区需要玩家从随机Google街景图像中猜测（作为GeoGuessr的参考）；必须包含当天的Wordle答案；必须包含代表当前月相的表情符号；包含给出國際象棋谜题的答案代数符号；包含特定时长YouTube视频的URL；调整密码局部文字的粗体、斜体、字体类型和大小。其中两条规则内，玩家需要插入一个鸡蛋表情符号（名为保罗），并且当它孵化为小鸡表情符号时，在接下来的游戏过程中喂养它，方法是输入毛毛虫表情符号。如果它挨饿、玩家输入过多毛毛虫表情符号、保罗表情符号被删除，游戏就会结束，并显示类似于《黑暗之魂》的死亡屏幕。
玩家必须遵循所有已给出的规则，游戏才能继续给出新的规则，并可能导致某些规则相互冲突。当所有35条规则都满足后，玩家将确认密码，游戏会给出两分钟时间，要求玩家重新输入密码以验证。玩家完成这一任务后就会获胜，否则游戏结束。

## 开发与发布
《密码游戏》由尼尔·阿加瓦尔（Neal Agarwal）开发，于他的个人网站neal.fun发布。他把密码制度概念化，藉着这款游戏去模仿并讽刺现今网站设置越来越「刁钻」的密码限制。根据他的说法，他开发这款游戏的原因是，他试图为某项服务创建帐户，却被告知他的密码太长，令他忍无可忍。“原来密码也可以安全成这个样子。”
游戏于2023年4月下旬开始开发，耗时两个月。阿加瓦尔提到，实现正则表达式（一种复杂的查找字符串工具）很困难，特别是由于诸如将文本设置为粗体或斜体的功能随着玩家的进度而显示。一些规则是在Twitter上向他建议的。在发布《密码游戏》之前，阿加瓦尔不确定是否有可能赢得该游戏，因他多次尝试均未成功。该游戏于6月27日在其网站上发布。

## 公众反应
《密码游戏》发布后不久就在网上疯传。一天后，宣布游戏发布的推文被转推超过11000次。据开发商称，该游戏的访问量已超过100万次。该推文收到了多条评论，内容关于人们在游戏中能够满足的最大规则数。据科技部落格Engadget报道，推特上提到阿加瓦尔时，“很多人都在咒骂他创造了”这款游戏，尽管其他人也完成了这款游戏，令开发者感到惊讶。
许多批评该游戏的人将标准和简单的初始密码规则，与后期的荒谬规则对比。游戏的第16条规则，即寻找给出國際象棋谜题的答案，被网媒PCGamesN认为是可能让大多数玩家放弃的规则，其他评论该游戏的人也身同感受。虽然 TechRadar 和印度快报认为《密码游戏》是消磨时间的好方法，但PC Gamer称其为 “现存最破坏意志、最邪恶的网页游戏”。该游戏也被PCGamesN认为可能是“年度最具创意的开发之一”。Polygon将其形容为“用户界面中的喜剧”，在其看似简单的背后包含了许多秘密。Rock, Paper, Shotgun将这种体验描述为对新规则感到有趣、花时间实施它并感到满意的循环。PCWorld 认为它提醒人们密碼管理員的有用性，但TechRadar认为这种艺术形式已经过时了，因为密码生成器和管理器等工具使用家不会这么容易遇到这些问题。